# مزداران
مزداران (بالفارسية: مزداران) هي قرية تقع في قسم حبلرود الريفي في إيران. يقدر عدد سكانها بـ 221 نسمة بحسب إحصاء 2016.